# Cueva del Hierro
Cueva del Hierro es un municipio y localidad español de la provincia de Cuenca, en la comunidad autónoma de Castilla-La Mancha. El término municipal tiene una población de 25 habitantes (INE 2024).

## Historia

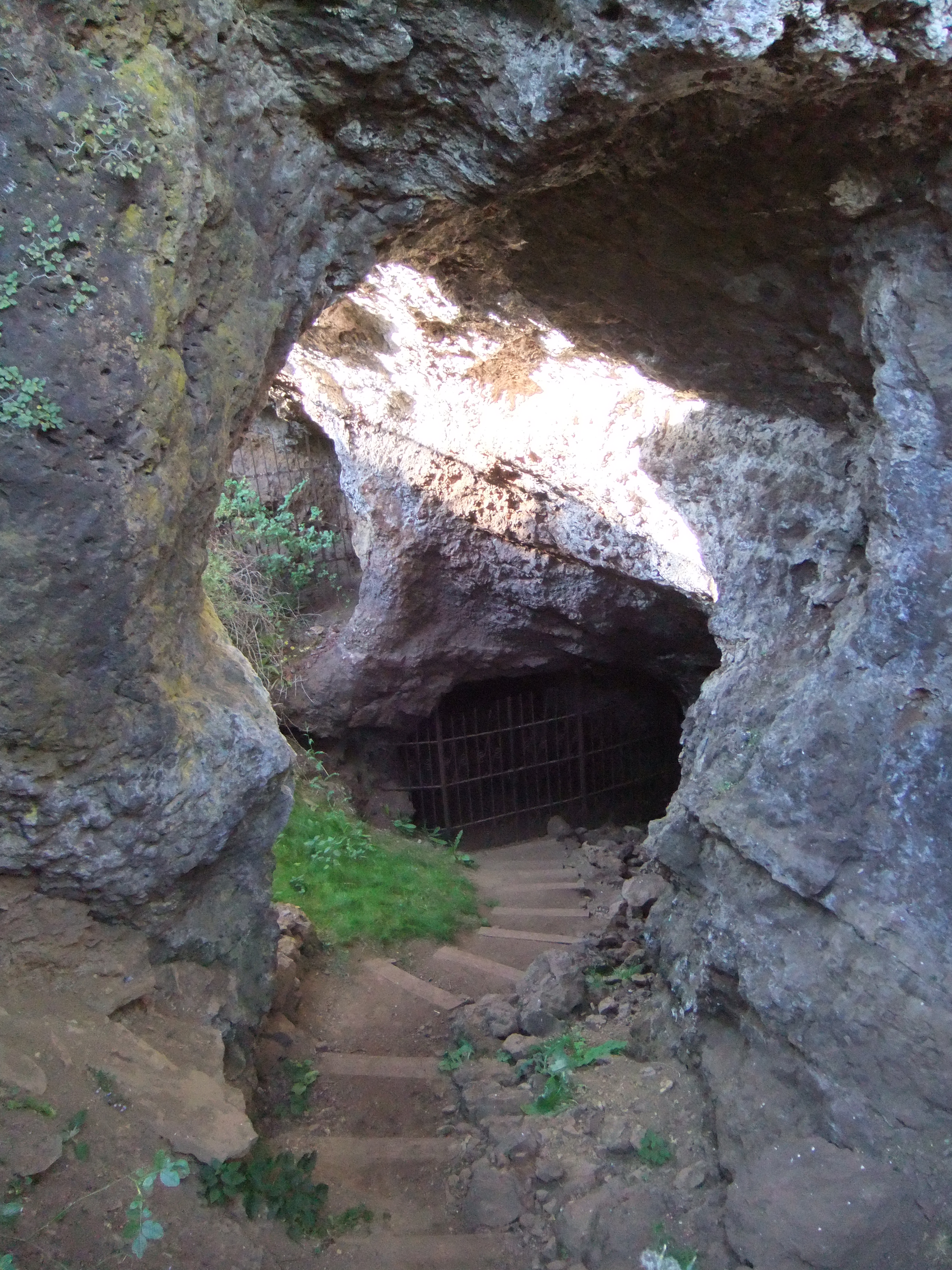
Entrada a la mina romana

La explotación del mineral de hierro en esta población es de origen prerromano. Se ha documentado arqueológicamente desde la segunda Edad del Hierro, por parte de los celtíberos. Pero la época de mayor esplendor fue durante la ocupación romana cuando utilizaron el mineral para fabricar armamento y herramientas.
En la comarca se encuentran asentamientos romanos importantes como los de Priego, Cañizares, Alcantud y Beteta. Así también se han localizado restos de vías romanas que servían para poder explotar estos recursos mineros. 
Hacia mediados del siglo XIX, el lugar tenía contabilizada una población de 117 habitantes. La localidad aparece descrita en el séptimo volumen del Diccionario geográfico-estadístico-histórico de España y sus posesiones de Ultramar de Pascual Madoz de la siguiente manera:

CUEVA DEL HIERRO: l. con ayunt. en la prov. y dióc. de Cuenca (11 leg.), part jud. de Priego (5), aud. terr. de Albacete (30), c. g. de Castilla la Nueva (27): sit. sobre un cerrito en terreno pedregoso, á cuyas inmediaciones se elevan otros de mas altura que le circuyen cubiertos todos de pinos, menos los del lado del N. que se encuentran sin ellos. El clima es muy frío, y los aires que mas le combaten son los del N. y las enfermedades mas comunes las afecciones del pecho y dolores de estómago. Las casas en número de 36 forman cuerpo de pobl., entre ellas se ve la del ayunt. en cuyo local está tambien la cárcel; tiene igl. sit. en la parte mas alta de la pobl. Su térm. confina al N. con Pobeda de la Sierra á 1/2 leg.; S. con Masegoso á igual dist.; O. con Beteta 1, y E. con el r. Tajo á 2; por él corre el Guadiela que nace á 3/4 de hora de la de Cuenca, su curso es de E. á O., y se aproxima cruzando á 1/4 de hora á la márgr. izq.; 1/2 leg. de la cueva hay un molino harinero en direccion del S.; se encuentran por todo este térm. muchos montes llenos de pinos y varias fuentes de aguas delgadas y buenas. El terreno es asperísimo, frio y de la peor calidad, por lo que, los caminos que dirigen á los pueblos limítrofes se encuentran en mal eslado. Se recibe la correspondencia de Cuenca en virtud de ajuste hecho con una persona que va á recibirla en aquellla adm. prod.: trigo comun y centeno, siendo la mayor cosecha de este último; sus montes prestan maderas abundantes y con sus verbas se alimentan 50 bueyes y vacas destinadas á la agricultura, 40 cerriles, de unas y otras, 8 mulas de labor y algunas otras caballerias. pobl.: 36 vec., 117 alm. cap. prod.: 317,420 rs. imp.: 15,871. El presupuesto municipal asciende á 1,200 rs. y de ellos se dan 500 al secretario de ayunt., cuya cantidad asi como la anterior se cubre por reparto vecinal.
(Madoz, 1847, p. 265)

La explotación minera continuó hasta mediados del siglo XX cuando cerró definitivamente. En la actualidad se puede visitar el interior de las galerías de la mina de hierro, galerías que se extienden por más de cinco kilómetros de túneles, de los cuales solo se visita una parte. Las visitas siempre son guiadas. El centro de interpretación de la Minería es un espacio expositivo que complementa la visita a la mina. En él se pueden ver los diferentes minerales de hierro más comunes, la historia de la explotación y la evolución de las técnicas extractivas o los diferentes sistemas de iluminación. Finalmente se ve un audiovisual que complementa la visita.

## Demografía
Cueva del Hierro cuenta con una población de 25 habitantes (INE 2024).
| Gráfica de evolución demográfica de Cueva del Hierro entre 1842 y 2021                                                                                                |
| |
| Población de derecho según los censos de población del INE Población de hecho según los censos de población del INEEn este censo se denominaba Cueba del Hierro: 1842 |

| Nacionalidad | Hombres | Mujeres | Total | %      | Proporción |
| ------------ | ------- | ------- | ----- | ------ | ---------- |
| Española     | 16      | 9       | 25    | 71.4 % |            |
| Extranjera   | 6       | 4       | 10    | 28.5 % |            |

| 45            | 45 | 51 | 32 |
| (Fuente: INE) |    |    |    |

## Administración y política
| Periodo   | Nombre                   | Partido |
| --------- | ------------------------ | ------- |
| 1979-1983 | Ramón Cáceres Parra      | UCD     |
| 1983-1987 | Wilfredo Segura González | PP      |
| 1987-1991 | Ramón Cáceres Parra      | CDS     |
| 1991-1995 | Marino Cuenca Cuenca     | PCE     |
| 1995-1999 | Lorenzo Segura Segura    | PP      |
| 1999-2003 | Rigoberto Heras Esteban  | PSOE    |
| 2003-2007 | Jesús Heras Esteban      | PSOE    |
| 2007-2011 | Jesús Heras Esteban      |         |